# Noëlle Marlard
Pour les articles homonymes, voir Jarry.
Noëlle Marlard (née Jarry le 26 mai 1946 à Levallois-Perret) est une athlète française, spécialiste du lancer du disque.

## Biographie
Le 4 août 1975, à Bydgoszcz, Noëlle Jarry améliore le record de France du lancer du disque avec la marque de 53,20 m. Ce record sera battu en 1981 par Isabelle Accambray.
Elle est sacrée championne de France du lancer du disque en 1974, 1975, 1976 et 1977.
Elle remporte la médaille de bronze aux Jeux méditerranéens de 1975.